# Sthenognatha toddi
Sthenognatha toddi is een beervlinder uit de familie van de spinneruilen (Erebidae). De wetenschappelijke naam van de soort is voor het eerst geldig gepubliceerd in 1975 door Lane & Watson.